# 飛燕諾
飛燕諾（荷蘭語：Feyenoord，發音：[ˈfɛiənoːrt]），是一支位於荷蘭第二大城市鹿特丹的足球俱樂部。成立於1908年7月19日。鹿特丹市尚有兩支職業足球隊，鹿特丹斯巴達（Sparta Rotterdam）及，在荷蘭甲組聯賽中作賽。

## 球隊歷史
1908年7月19日，威廉明娜（Wilhelmina）足球俱乐部在“协会”（De Vereeniging）酒吧成立，当时球队球衣是蓝袖红色上衣和白色短裤。1909年，该球队更名为“HFC”，之后又更名为“速度足球俱乐部”（RVV Celeritas）。1912年，该球队更名为“费耶诺德”（Feijenoord；20世纪70年代其拼写改为了“Feyenoord”，以向非荷兰人表明该名称的正确发音），以鹿特丹费耶诺德区命名，并再次更换球衣，采用红白相间的上衣、黑色短裤和黑色袜子，直至今日。1921/22赛季，费耶诺德升入荷兰最高级别联赛，此后从未降级。
飛燕諾是荷蘭足球傳統三大勁旅之一，與阿積士及PSV燕豪芬鼎足而立，曾經壟斷荷蘭足球壇近40年。不過，隨著阿爾克馬爾、川迪等新興勢力冒起，飛燕諾近年成績已大不如前，踏入二千年之後，只曾於2008年贏過一次荷蘭盃冠軍，最近一次贏得荷甲聯賽冠軍是2022-2023球季。
2010年10月24日，於荷甲聯賽作客出戰PSV燕豪芬，更慘敗 0–10，創下球會102年歷史最大比數敗仗。

## 敵對球隊
飛燕諾的支持者被認為是最忠心的一群球迷，綽號「古羅馬軍團」。飛燕諾的死對頭為來自阿姆斯特丹的阿積士，過去雙方球迷曾發生大大小小無數的衝突，其中於1997年3月23日的「貝弗韋克戰爭」（Battle of Beverwijk）更導致一名阿積士球迷不幸死亡。
雖然近年來阿積士與PSV燕豪芬爭奪聯賽錦標，但其主要敵對球隊仍然是飛燕諾，雙方來自國內最大的兩個城市，更被譽為「藝術與創意」（阿姆斯特丹）及「勤勞與勇氣」（鹿特丹）的對戰，是荷蘭足球壇每年的盛事而被稱為「經典大戰」。

## 主場球場
飛燕諾球場（Feijenoord Stadion），綽號「水缸」（de Kuip），是位於荷蘭鹿特丹的運動場，於1937年落成揭幕，是飛燕諾的主場球場。落成時可容 64,000 觀眾，高峰期（1949年）更容納 69,000 觀眾，現時只有 52,000 座。飛燕諾球場曾長時間作為荷蘭國家足球隊的主場球場，舉行超過 150 場國際比賽。共有紀錄性的 10 場歐洲的盃賽決賽在這裡上演，最近一次是2002年歐洲足協杯決賽飛燕諾 3-2 擊敗，在主場捧盃。2000年荷比歐洲國家盃的決賽亦在此舉行，結果法國在加時後 2–1 擊敗義大利。
近年飛燕諾球場亦一直是荷蘭盃決賽的舉辦地點。
飛燕諾球場建於30年代，採用懸掛式看臺設計以免阻礙觀眾視線，使用當時廉價的物料如玻璃、混凝土及鋼鐵，但外型在今天的目光仍可說是現代化，「水缸」成為很多現代大型球場如的藍本。二次大戰期間德國佔領軍從球場中拆除有用的物料而幾乎拆毀整座球場，戰後的1949年球場擴建觀眾座位及於1958年裝設泛光燈照明。1994年，球場進行大規模重建成為現時的模樣，球場改為全坐席及延長頂蓋覆蓋全部觀眾席，新建樓層供飛燕諾作為商業用途，內設餐廳及博物館。
自1978年舉行首場音樂會後，「水缸」成為廣受歡迎的音樂會場地，在此演出的包括滾石樂隊、平克·弗洛伊德（Pink Floyd）、U2樂團、（Michael Jackson）、鮑勃·迪倫（Bob Dylan）及槍與玫瑰（Guns N' Roses）。

## 球會榮譽

### 本土錦標
- 荷蘭甲組聯賽 冠軍（16次）：1923–24, 1927–28, 1935–36, 1937–38, 1939–40, 1960–61, 1961–62, 1964–65, 1968–69, 1970–71, 1973–74, 1983–84, 1992–93, 1998–99, 2016–17, 2022–23
- 荷蘭盃 冠軍（14 次）：1929–30, 1934–35, 1964–65, 1968–69, 1979–80, 1983–84, 1990–91, 1991–92, 1993–94, 1994–95, 2007–08, 2015–16, 2017–18, 2023–24
- 荷蘭超級盃（告魯夫盾） 冠軍（4 次）：1991, 1999, 2017, 2018

### 國際錦標
- 洲際杯 冠軍（1次）：1970年
- 歐洲冠軍球會盃 冠軍（1次）：1970年
- 歐洲足協盃 冠軍（2次）：1974年, 2002年

## 球员名单（2025-2026球季）
1. 粗體字為新加盟球員（青年軍提升不計）。
2. 者為傷患球員。
3. 2025年夏季轉會窗（英语：List of Dutch football transfers summer 2025）：6月1日至10日，6月16日至9月1日。

### 目前効力
| 號碼     | 國籍       | 球員                                   | 位置     | 年齡     | 加盟年份 | 前屬球會       | 轉會費      |
| 守 門 員 | 守 門 員   | 守 門 員                               | 守 門 員 | 守 門 員 | 守 門 員 | 守 門 員       | 守 門 員    |
| -------- | ---------- | -------------------------------------- | -------- | -------- | -------- | -------------- | ----------- |
| 1        | 荷兰       | （Justin Bijlow）                      | 門將     | 27       | 2016     | 青年隊         | --          |
| 21       | 保加利亚   | 普拉門·安德烈耶夫（Plamen Andreev）    | 門將     | 20       | 2024     | 索菲亞列夫斯基 | 120萬歐元   |
| 22       | 德国       | （Timon Wellenreuther）                | 門將     | 29       | 2022     | 安德列治       | 100萬歐元   |
| 39       | 爱尔兰     | 連恩·博辛（Liam Bossin）               | 門將     | 29       | 2025     | 多德雷赫特     | 無透露      |
| 後 衛    |            |                                        |          |          |          |                |             |
| 2        | 荷兰       | 巴特·（Bart Nieuwkoop）                | 右后卫   | 29       | 2023     | 聖基萊斯       | 240萬歐元   |
| 3        | 荷兰       | （Thomas Beelen）                      | 中后卫   | 24       | 2023     | PEC施禾利      | 270萬歐元   |
| 5        | 荷兰       | 吉斯·斯馬爾（Gijs Smal）               | 左后卫   | 27       | 2024     | 川迪           | 自由轉會    |
| 18       | 奥地利     | （Gernot Trauner）                     | 中后卫   | 33       | 2021     | 宁斯           | 150萬歐元   |
| 20       | 哥斯达黎加 | 傑蘭·米切爾（Jeyland Mitchell）        | 中后卫   | 20       | 2024     | 阿拉胡埃伦斯   | 250萬歐元   |
| 26       | 荷兰       | 吉瓦羅·里德（Givairo Read）            | 右后卫   | 19       | 2024     | 青年軍         | --          |
| 30       | 瑞士       | （Jordan Lotomba）                     | 右后卫   | 26       | 2024     | 尼斯           | 220萬歐元   |
| 中 場    |            |                                        |          |          |          |                |             |
| 4        | 大韩民国   | 黃仁範（Hwang In-beom）                | 正中場   | 28       | 2024     | 贝尔格莱德红星 | 700萬歐元   |
| 6        | 阿尔及利亚 | （Ramiz Zerrouki）                     | 防守中場 | 27       | 2023     | 川迪           | 720萬歐元   |
| 7        | 波兰       | （Jakub Moder）                        | 正中場   | 26       | 2025     | 布莱顿         | 150萬歐元   |
| 8        | 荷兰       | （Quinten Timber）                     | 正中場   | 24       | 2022     | 烏德勒支       | 740萬歐元   |
| 17       | 克罗地亚   | 卢卡·（Luka Ivanusec）                 | 左翼     | 26       | 2023     | 萨格勒布迪纳摩 | 780萬歐元   |
| 25       | 荷兰       | 夏伊洛.赞德（Shiloh 't Zand）          | 正中場   | 22       | 2023     | 青年隊         | --          |
| 28       | 摩洛哥     | 奥萨马·塔哈利纳（Oussama Targhalline） | 防守中場 | 23       | 2025     | 勒阿弗尔       | 45萬歐元    |
| 34       | 科特迪瓦   | 克里斯-凱文·納傑（Chris-Kévin Nadje）  | 進攻中場 | 22       | 2024     | 凡爾賽         | 50萬歐元    |
| 40       | 荷兰       | 卢西亚诺·瓦伦特（Luciano Valente）     | 進攻中場 | 21       | 2025     | 格羅寧根       | 675萬歐元   |
| 前 鋒    |            |                                        |          |          |          |                |             |
| 9        | 日本       | 上田綺世（Ayase Ueda）                 | 中鋒     | 26       | 2023     | 布魯日舒高     | 800萬歐元   |
| 10       | 荷兰       | 卡爾文·斯滕斯（Calvin Stengs）               | 進攻中場 | 26       | 2023     | 尼斯           | 600萬歐元   |
| 11       | 葡萄牙     | （Gonçalo Borges）                     | 邊鋒     | 24       | 2025     | 波尔图         | 1,000萬歐元 |
| 14       | 巴西       | （Igor Paixão）                        | 左翼     | 25       | 2022     | 哥列迪巴       | 450萬歐元   |
| 16       | 斯洛伐克   | （Leo Sauer）                          | 前鋒     | 19       | 2023     | 青年隊         | --          |
| 19       | 阿根廷     | 朱利安·卡蘭薩（Julián Carranza）       | 中鋒     | 25       | 2024     | 費城聯         | 自由轉會    |
| 23       | 阿尔及利亚 | 阿尼斯·哈吉·穆薩（Anis Hadj Moussa）   | 右翼     | 23       | 2024     | 馬斯梅赫倫     | 350萬歐元   |
| 31       | 墨西哥     | 斯蒂芬诺·卡里略（Stéphano Carrillo）   | 中鋒     | 19       | 2025     | 拿根亞         | 250萬歐元   |
| 49       | 荷兰       | （Zépiqueno Redmond）                  | 中锋     | 19       | 2024     | 青年军         | --          |
| -        | 阿根廷     | 伊齐基尔·布劳德（Ezequiel Bullaude）   | 前锋     | 24       | 2022     | 葛度爾古斯     | 200萬歐元   |

1. ↑  租借一季(22/23)後買斷
2. ↑  租借下半季(24/25)後買斷

### 外借球員
| 號碼             | 國籍             | 球員                            | 位置             | 年齡             | 加盟年份         | 外借球會         | 外借球季         |
| 2025年夏季轉會窗 | 2025年夏季轉會窗 | 2025年夏季轉會窗                | 2025年夏季轉會窗 | 2025年夏季轉會窗 | 2025年夏季轉會窗 | 2025年夏季轉會窗 | 2025年夏季轉會窗 |
| ---------------- | ---------------- | ------------------------------- | ---------------- | ---------------- | ---------------- | ---------------- | ---------------- |
| 24               | 荷兰             | 吉瓦伊·泽基尔（Gjivai Zechiël） | 中場             | 21               | 2023             | 烏德勒支         | 25/26球季        |

### 離隊球員
1. 『*』為先租出一季或半季後售出。

| 號碼             | 國籍             | 球員                                  | 位置             | 年齡             | 加盟年份         | 加盟球會         | 轉會費           |
| 2025年夏季轉會窗 | 2025年夏季轉會窗 | 2025年夏季轉會窗                      | 2025年夏季轉會窗 | 2025年夏季轉會窗 | 2025年夏季轉會窗 | 2025年夏季轉會窗 | 2025年夏季轉會窗 |
| ---------------- | ---------------- | ------------------------------------- | ---------------- | ---------------- | ---------------- | ---------------- | ---------------- |
| 11               | 荷兰             | （Quilindschy Hartman）               | 左后卫           | 23               | 2022             | 般尼             | 1,200萬歐元      |
| 15               | 秘魯             | （Marcos López）                      | 边后卫           | 25               | 2022             | 哥本哈根         | 120萬歐元*       |
| 16               | 西班牙           | （Hugo Bueno）                        | 左后卫           | 22               | 2024             | 狼队             | 租借歸還         |
| 15               | 乌拉圭           | （Facundo González）                  | 中后卫           | 22               | 2024             | 尤文图斯         | 租借歸還         |
| 16               | 荷兰             | （Thomas van den Belt）               | 中場             | 24               | 2023             | 川迪             | 125萬歐元        |
| 21               | 挪威             | （Marcus Holmgren Pedersen）          | 边后卫           | 25               | 2021             | 拖連奴           | 350萬歐元*       |
| 24               | 荷兰             | 米梅尔海尔·贝尼塔（Mimeirhel Benita） | 边后卫           | 21               | 2021             | 荷華高斯         | 待查*            |
| 27               | 荷兰             | 安东尼·米林保（Antoni Milambo）             | 進攻中場         | 20               | 2021             | 賓福特           | 2,000萬歐元      |
| 33               | 斯洛伐克         | 大卫·（Dávid Hancko）                 | 中后卫           | 27               | 2022             |                  | 3,000萬歐元      |
| 38               | 加纳             | （Ibrahim Osman）                     | 右翼             | 20               | 2024             | 布莱顿           | 租借歸還         |

## 著名球星
| - 阿達巴克 (Aad Bak) - （George Boateng） - （Paul Bosvelt） - （Giovanni van Bronckhorst） - （Johan Cruijff） - 迪高爾 (Ed de Goeij) - 雲哥比 (Ulrich van Gobbel) - （Ruud Gullit） - （Willem van Hanegem） - （Ronald Koeman） - 干特文（Bert Konterman） - 雲賀當 (Pierre van Hooijdonk) - 莫尼真 (Coen Moulijn) - （Robin van Persie） |  | - 雲迪 (Leen Vente) - 雲禾臣 (Peter van Vossen) - 迪禾夫 (John de Wolf) - （Dirk Kuyt） - 基普列治 (Jozsef Kiprich) - 奥韦·欣德瓦尔 (Ove Kindvall) - （Henrik Larsson） - 艾雲·尼爾遜 (Ivan Nielsen) - （Jerzy Dudek） - 列薩沙（Tomasz Rzasa） - 施莫拿歷克（Euzebiusz Smolarek） - （Brett Emerton） - （Bonaventure Kalou） |

## 著名教練
- （Ruud Gullit）《2004年-2005年》
- 雲馬維克（Bert van Marwijk）《2000年-2004年》
- （Leo Beenhakker）《1997年-2000年》
- （Arie Haan）《1995年-1997年》
- 武亚丁·博斯科夫（Vujadin Boskov）《1976年-1978年》
- 恩斯特·哈佩尔（Ernst Happel）《1969年-1973年》
- 理查德·科恩（Richard Dombi）《1935年-1939年; 1951年-1952年; 1955年-1956年》

## 外部連結
- 官方網站 （页面存档备份，存于）（荷兰文）
- 官方網站 （页面存档备份，存于）（英文）